# پروکسی فان
پروکسی فان (به انگلیسی: Proxyfan) با فرمول شیمیایی C۱۳H۱۶N۲O یک ترکیب شیمیایی با شناسه پاب‌کم ۶۴۲۱۵۲۲ است؛ که جرم مولی آن ۲۱۶٫۲۷۹ g/mol می‌باشد.